# Dansk ordforråd
Det danske ordforråd er samlingen af ord i dansk. Det består dels af arveord, dels af låneord fra mange andre sprog.

## Arveord
Arveord er ord der i sprogets historie er gået videre fra den ene generation til den næste som en fast del af sproget. Fra indoeuropæisk og fællesgermansk (2000 f.Kr. til 200 e.Kr.) findes omkring 2000 usammensatte arveord, hvoraf størstedelen stadig anvendes. Mange af dem er betegnelser for legemsdele, f.eks. hoved, hår, bryn og øje. Desuden findes omkring 1200 nyere fællesnordiske (200 til 800 e.Kr.) arveord. Det kan være ord som dronning, enke, bonde, nabo og dreng.

### Norrøne ord
Nogle danske ord stammer fra norrøne ord (oldnordisk):
Alf (nordisk mytologi), almue (urnordisk), barm (sejl) (fællesgermansk), blot, dyd (urnordisk), fimbulvinter, Forn Siðr, geir, gilde, gode (præst), gydje, halsbarm, hævd (fællesgermansk), jarl (titel), jul (fællesgermansk), julegave, kenning, kælling, male (kværne), malm, norn, sejd, skræling, skat, snar, sted, thy, tid, træl, tue, van-, vanris, vantro, væringer, vætte, ull, vindue og york.

### Norrøne personnavne
Aage, Aase, Asger, Aske, Aslaug, Birger, Bjarke, Bjarne, Bo, Bodil, Bolette, Børge, Ejner, Erik, Esben, Eskild, Finn, Fylla, Gorm, Gunner, Guttorm, Halvdan, Harald, Helge, Helle, Hjalmar, Hjalte, Hnefatafl, Inge, Inger, Ingolf, Ivar, Kaare, Karl, Leif, Liv, Nanna, Ove, Pil, Ragnhild, Roald, Rune, Sigrid, Sten (drengenavn), Sune, Svend, Tage, Terkel, Thorkil, Troels, Tue, Vagn, Vigga, Viggo, Yrsa.

## Låneord
Mange ord stammer fra andre sprog. De første låneord kom til dansk i vikingetiden med kristendommen. Ordene kom med engelske, frisiske og tyske missionærer, der havde de fleste ord fra latin, hvortil de var kommet fra græsk. Senere i middelalderen kom mange nye ord til fra latin og især fra nedertysk. Det skyldtes delvis indvandrede nordtyske adelsslægter og især købmænd og håndværkere fra hansestæderne. Siden reformationen har dansk optaget mange ord fra fremmede sprog. Til midten af 1700-tallet var det især fra højtysk og fransk. I 1900-tallet er låneord fra engelsk blevet stadig hyppigere.
Herunder er en oversigt over nogle af låneordenes umiddelbare oprindelse. Ordet jungle er f.eks. lånt fra engelsk, men kommer fra oldindisk, det indoariske grundsprog til 1500 f.Kr.
| Lån fra               | Eksempler | Bemærkninger |
| --------------------- | --- | --- |
| Arabisk               | Falafel | |
| Øvrige                | Avocado (am.-engelsk, der er et lån fra spansk og aztekisk), Cowboybukser (fra am.-engelsk 'cowboy' og fra nedertysk 'bukser'), duc d'albe (sandsynligvis lån fra tysk, men navnet hentyder til en spansk grev Alba), aubergine (fransk og catalansk), Dannebrog (fra frisisk og fællesgermansk) | Danske ord med blandet etymologi |
| Engelsk               | Blæk (oldengelsk), jungle, jute, lokomotiv, peber (oldengelsk), pyjamas, serve (verb.), rickshaw, shampoo (opr. fra hindi), sikh, sjal, tank, whisky | Rickshaw er indlånt i engelsk fra japansk. |
| Inuit-aleutisk        | Anorak, iglo, inuit, inuktitut, kajak, kamik | Danske ord og navne, som etymologisk stammer fra den inuit-aleutiske sprogstamme – f.eks. grønlandsk og Inuktitut (canadisk eskimoisk)                                 |
| Fransk                | Brysk, chance, charme, chok, ceremoni, etape, garage, jalousi, karmin, kup, kusine, lak, loyal, miljø, milli- (nydannet orddel), milliard, million, naiv, nervøs, onkel, orange, prestige, rutine, sabotage, servere, tante, terrasse, trist Personnavne: Aimée, Charlotte, Louise, René | |
| Græsk (oldgræsk)      | Atom, beryl, bustrofedon, elektron (nydannet), epoke, kaos, katastrofe, krise, mani, myte, organ, orgasme, orgie, panter, problem, teori, økonomi | |
| Hebraisk              | Esther (pigenavn) | |
| Hindi                 | Sari, Singapore (eller fra oldindisk) | |
| Indonesisk (malajisk) | Agar, amok, atol, dugong, gekko, komodo, sarong | |
| Italiensk             | Diva, fiasko, ghetto, giro, pizza, risiko, spaghetti, tempo | |
| Japansk               | Aikido, anime, bonsai, budo, geisha, harakiri, judo, jujutsu, kamikaze, karaoke, karate, kata, kendo, kimono manga, ninja, nori, origami, samurai, seppuku, shogun, sudoku, sumo, sake, sushi, tofu, tsunami | |
| Keltisk               | Druide, ogam, vasal Personnavne: Birgit, Birgitte, Brian, Gitte, Mona. Stednavne: Celje, Cornwall, Dunedin, Neckar, Truro | |
| Latin                 | Algoritme, alibi, alkohol, alkymi, antenne, arena, bibel, cirka, cylinder, doktor, ego (selvet), element, faktum, ferie, historie, immun, konflikt, kontakt, motor, natur, opal, papir, person, plante, pære, rabarber, rose, safir, satellit, senil, struktur, urban, veto, via, virus | |
| Nederlandsk           | Batik (opr. javansk), orangutang (opr. malajisk), orkan, provo | Orkan er nederlandsk fra spansk. Taino-folkets stormgud hedder Juracán (spansk huracán) Denne guds navn formodes at stamme delvis fra den mayanske skabergud, Huracan. |
| Norsk                 | Bagstræb, bygd, fåmælt, gut, hems, hyggelig, langrend, pejs, slalom, trækprocent, tyvstarte | |
| Persisk               | Hindu | |
| Portugisisk           | Ananas, mandarin, pagode, tanga | |
| Russisk               | Kulak, sovjet, trojka, vodka Personnavne: Katja, Nadia, Olga | |
| Sanskrit (oldindisk)  | Buddha, chakra, guru, Kama Sutra, karma, maharaja, nirvana, sanskrit, yoga | |
| Spansk                | Chili (krydderi), chokolade, guerilla, kakao, kasko, Mexico, ozelot, papaja (opr. fra indianersproget arawakisk fra Cuba og Haiti), pikaresk, silo, tango, tomat | Chili, chokolade, kakao, Mexico, ozelot og tomat er kommet til spansk som låneord fra aztekisk.                                                                        |
| Svensk                | Arbejdsformidling, beslutsom, emne, kendis, lix, omdømme, område, ømtålelig | |
| Tysk (nedertysk)      | ane, anerkende, angst, anhænger, anstrenge, arbejde, bange, begejstre, borger, bruge, digte, emsig, fatte, fare (subst.), fremmed, from, frygt, gelænder, hetz, kort (adj.), kunst, lykke, magt, maler, munter, murer, nøgtern, ris, rygte, rådhus, skøn, slagter, slank, smuk, standpunkt, stolt, straf, sukker, svag, vilkår, vits, værksted Personnavne: Ernst, Frederik, Klaus, Gertrud, Grete, Mette | |
| Tungusisk             | Shaman | |

## Personnavne
Af de nudanske navne går de ældste tilbage til før vikingetiden. Det gælder Arne, Bo, Erik, Karl, Knud, Åge, Helga, Inge, Tove og Åse. Med den tidlige kristendom kom nye navne fra græsk, latin og hebraisk: Andreas (Anders), Johannes (Jens), Peter (Peder, Per), Nikolaus (Niels), Helene (Ellen), Katarina (Katrine, Karen), Kristine (Kirsten) og Margrethe (Merete).
Senere i middelalderen kom navne via kristendommen: Absalon (Aksel), Jakob (Jeppe, Ib), Jesper, Kristian, Martin (Morten), Michael (Mikkel), Poul, Severin (Søren), Anna, Elisabeth (Else, Lis), Magdalene (Malene, Lene) og Maria.